# Колосов, Георгий Константинович
Гео́ргий Константи́нович Ко́лосов (13 (26) октября 1904 — 25 октября 1989) — советский актёр театра и кино, народный артист РСФСР.

## Биография
Георгий Константинович Колосов родился 13 (26) октября 1904 года в Петербурге в семье врача, надворного советника Константина Ивановича Колосова (род. 1865) и его жены Анны Сергеевны. Отец — выходец из енисейских мещан, выпускник Красноярской гимназии и медицинского факультета Дерптского университета (1893). Начинал земским врачом под Петербургом, затем служил в Амударьинской бригаде пограничной стражи (Термез) и 36-м Восточно-Сибирском стрелковом полку (Владивосток), в годы русско-японской войны руководил подвижным госпиталем на фронте, впоследствии врач Ярославского и 1-го Петербургского кадетских корпусов. 
В 1927—1928 и 1939—1989 годах играл в Ленинградском академическом театре драмы имени А. С. Пушкина. В 1936 году служил в Ленинградском Новом театре.
Умер 25 октября 1989 года.

## Награды и премии
- Заслуженный артист РСФСР (22.06.1957).
- Народный артист РСФСР (24.11.1978).

## Работы в театре
- 1939, 1949 — «Полководец Суворов» И. В. Бахтерева и А. В. Разумовского — Калинушкин
- 1947 — «Жизнь в цвету» А. П. Довженко — извозчик
- 1947 — «Как закалялась сталь» по Н. А. Островскому — Долинник
- 1950 — «Победители ночи» И. Штока — рабочий Фомин
- 1954 — «Золотопромышленники» Д. Н. Мамина-Сибиряка — Засыпкин
- 1955 — «Оптимистическая трагедия» Всеволода Вишневского (реж. Георгий Товстоногов) — Боцман
- 1956 — «Второе дыхание» А. А. Крона — Колодуб, командир гвардейского корабля
- 1964 — «Мария Тюдор» В. Гюго — мэтр Энеас Делвертон
- 1965 — «Скандальное происшествие с мистером Кэттлом и миссис Мун» Дж. Б. Пристли — Хардэйкр
- 1965 — «Чти отца своего» В. В. Лаврентьева — Гордей Павлович Кичигин
- 1966 — «Душной ночью» Дж. Болла и С. Силлифанта — Томас Уоткинс
- 1967 — «Дело, которому ты служишь» по Ю. П. Герману — дед Мефодий
- 1969 — «Справедливость — мое ремесло» Л. Жуховицкого — Хапростун
- 1970 — «Мария» А. Д. Салынского — Виктор Матюшев
- 1971 — «Последняя жертва» А. Н. Островского — [4]
- 1972 — «Вишневый сад» А. П. Чехова — Симеонов-Пищик
- 1973 — «Иней на стогах» Л. Моисеева — Аболмасов и отец Михаил

## Фильмография
1. 1928 — Сторона лесная — Серёжка Петров
2. 1932 — Сложный вопрос — бригадир Гаврилов
3. 1940 — Переход — Худайбергян
4. 1947 — Пирогов — шпик
5. 1953 — Горячее сердце (фильм-спектакль) — Аристарх, мещанин
6. 1957 — На острове Дальнем... — Аполлинарий
7. 1959 — Шинель — частный пристав
8. 1960 — Третья патетическая (телеспектакль) — Абдильда, дворник
9. 1962 — Душа зовёт — рабочий
10. 1966 — Республика ШКИД — Мефтахутдын, татарин, сторож и дворник
11. 1967 — Захудалое королевство — дед Габадей
12. 1967 — Сказка о Мите и Маше, о Весёлом Трубочисте и Мастере Золотые Руки (телеспектакль) — Старый Клоун
13. 1972 — Такая длинная, длинная дорога… — хозяин дачи